# Ampulex bryanti
Ampulex bryanti là một loài côn trùng cánh màng trong họ Ampulicidae, thuộc chi Ampulex. Loài này được Turner miêu tả khoa học đầu tiên năm 1914.